# Schlesier-Ehrenmal

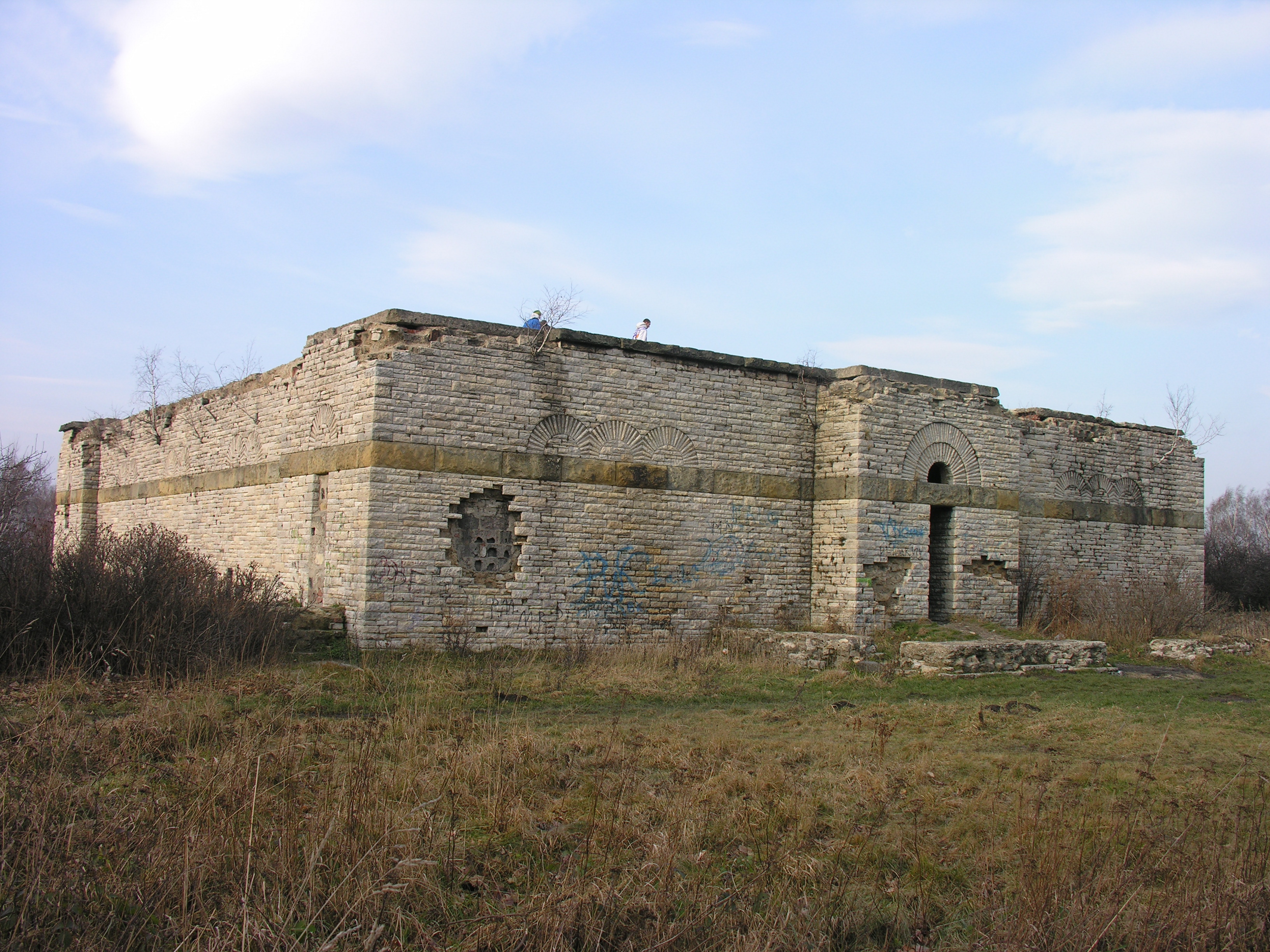
Das Ehrenmal

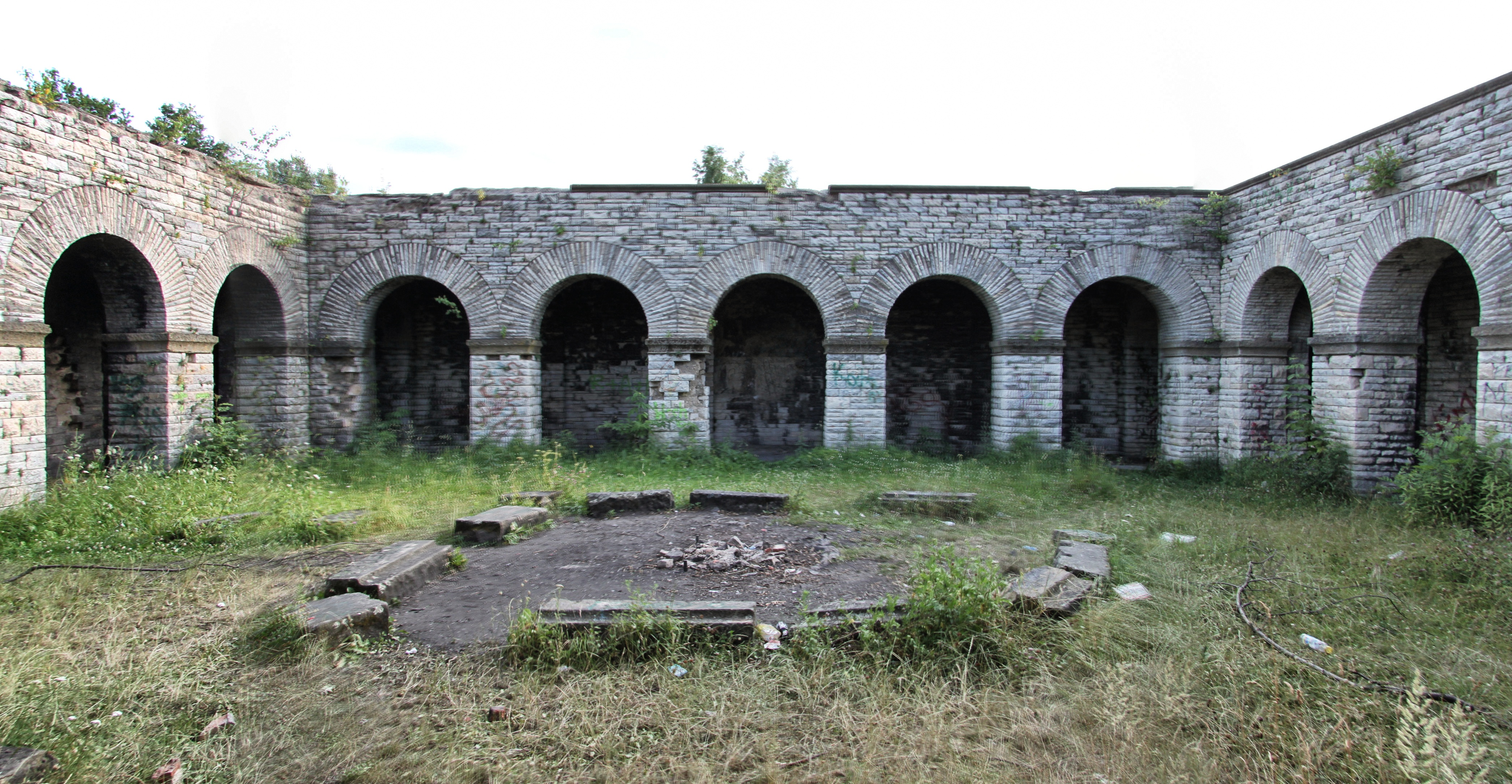
Der Innenhof

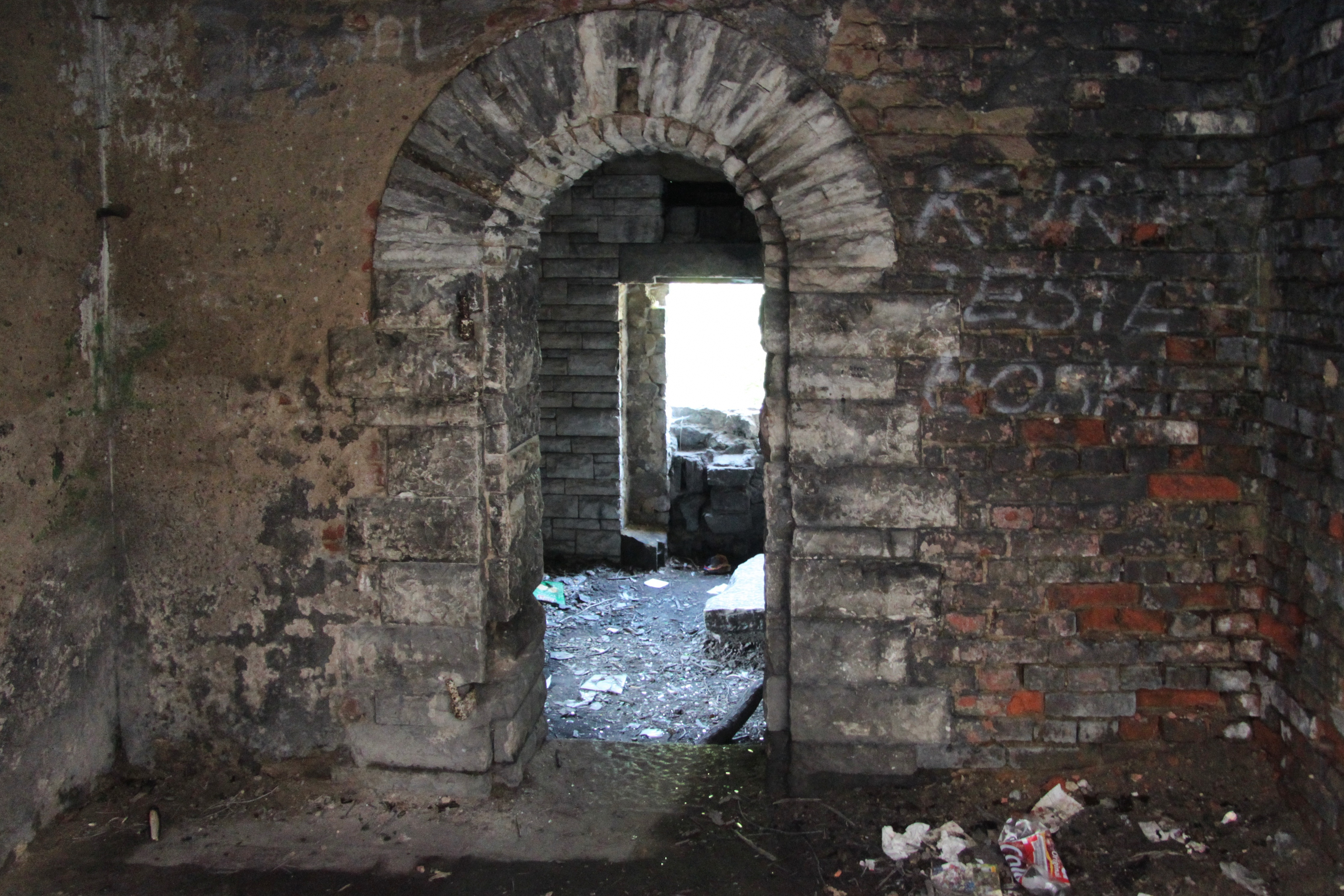
Innenansicht

Das Schlesier-Ehrenmal (auch Schlesisches Gefallenen-Ehrenmal) ist eine Gedenkstätte für die gefallenen schlesischen Soldaten des Ersten Weltkriegs in Form einer Totenburg, die in den 1930er Jahren bei Waldenburg (Wałbrzych) durch den Volksbund Deutsche Kriegsgräberfürsorge errichtet wurde. Es ist Teil einer größeren Anlage mit mehreren geplanten Bauwerken.

## Geschichte und Beschreibung
Das Ehrenmal wurde von 1936 bis 1938 auf dem Postberg in der Nähe von Waldenburg-Neustadt erbaut und war den 177.000 im Ersten Weltkrieg gefallenen Schlesiern sowie den „25 Toten der nationalsozialistischen Bewegung“ und den „Opfern der Arbeit“ (Bergbauunfälle) geweiht. Entworfen wurde das Ehrenmal vom Landschaftsarchitekten Robert Tischler (1885–1959), der damals in seiner Funktion als Chefarchitekt für mehrere Bauwerke des Volksbundes Deutsche Kriegsgräberfürsorge zuständig war. Zum Ehrenmal gehören unterirdische Gewölbe. Am 9. Juni 1938 wurde das Ehrenmal eingeweiht.
In der Mitte des Innenhofes befand sich eine Bronzesäule des Münchner Bildhauers Ernst Geiger, aus der am Boden vier Löwenskulpturen hervorstanden und auf der sich oben eine Feuerschale befand, die von drei Männerfiguren auf den Schultern getragen wird. Als Vorbild für die Löwen diente der Braunschweiger Löwe, was sich vor allem in der Form der Köpfe widerspiegelte. Sie wurden in der Württembergischen Metallfabrik in Geislingen an der Steige gegossen. Die etwa sechs Meter hohe Säule wog etwa 2100 kg.
Die Totenburg hat eine fast quadratische Form mit den Maßen von 24,4 mal 27,85 Metern und einer Höhe von 6 bis 7,5 Metern. Dabei orientiert sich das Gebäude an der Romanik. Um den Innenhof (Ehrenhof) befand sich ein Säulengang mit Marmor-Mosaikbildern. Diese stammten von H. Mühlen aus München. Am Gebäude befanden sich mehrere Schmuckelemente, die sich allerdings nicht bis heute erhalten haben, u. a. Köpfe über den Bögen und Adlerskulpturen aus Stein.
Nach 1945 wurde das Denkmal dem Verfall überlassen. Die Säule wurde zudem abgebaut.